# 磐越東線
磐越東線（日语：／ Ban'etsutō sen */?）是一個位於福島縣磐城市的磐城站至郡山市的郡山站，屬於東日本旅客鐵道（JR東日本）的鐵路線（地方交通線）。設有「悠悠阿武隈線」（ゆうゆうあぶくまライン）的愛稱。

## 概要
此線的前身分別是平車站（今 磐城車站）至小川鄉車站間的平郡東線，與郡山車站至小野新町車站的平郡西線。1917年，小川鄉車站與小野新町車站間路線開通後，兩線合併為磐越東線。路線名稱取自古令制國：磐城國與越後國。
雖然此線連絡福島縣兩個都會區：東南部的磐城市及中部的郡山市，但城際間運輸需求較少，且1995年大致並行的磐越自動車道磐城郡山路段通車後，長途旅客大多利用高速巴士，因此行駛全線的列車班次極少，大多數班次只行駛於小野新町車站與郡山車站之間。

## 路線資料
- 管轄（事業類別）：東日本旅客鐵道（第一種鐵道事業者）
- 路段（營業距離）：磐城站－郡山站 85.6公里
- 軌距：1,067毫米
- 站數：16個（包括起終點站）
  - 若只限屬於磐越東線的車站，排除屬於常磐線的磐城站與屬於東北本線的郡山站[1]則為14個。
- 複線路段：沒有（全線單線）
- 電氣化路段：沒有（全線非電氣化（日语：非電化））
- 閉塞方式：特殊自動閉塞式（軌道回路檢知式）
- 最高速度：100公里/小時（只限Kiha 110系（日语：JR東日本キハ100系気動車）和Kiya E193系（日语：JR東日本キヤE193系気動車）氣動車列車。除以以外是85公里/小時）
- 運轉指令所（日语：運転指令所）：郡山CTC

包括磐城站構內與常磐線的併走路段由水戶支社管轄，赤井站－郡山站間由仙台支社管轄，磐城站與赤井站之間（磐城站起計1.0公里）是支社界。
船引站－郡山站間包括在IC乘車卡「Suica」的仙台地域內。

## 車站列表
- 軌道（全線單線） … ◇、∨、∧：可列車交會，｜：不可列車交會
- 所有車站都位於福島縣內

| 中文站名 | 日文站名 | 英文站名 | 站間營業距離 | 累計營業距離 | 接續路線                                                                | 軌道 | 所在地       |
| -------- | -------- | -------- | ------------ | ------------ | ----------------------------------------------------------------------- | ---- | ------------ |
| 磐城     |          |          | -            | 0.0          | 東日本旅客鐵道：■常磐線                                                 | ∨    | 磐城市       |
| 赤井     |          |          | 4.8          | 4.8          |                                                                         | ｜   | 磐城市       |
| 小川鄉   |          |          | 5.5          | 10.3         |                                                                         | ◇    | 磐城市       |
| 江田     |          |          | 8.0          | 18.3         |                                                                         | ｜   | 磐城市       |
| 川前     |          |          | 8.0          | 26.3         |                                                                         | ◇    | 磐城市       |
| 夏井     |          |          | 10.4         | 36.7         |                                                                         | ｜   | 田村郡小野町 |
| 小野新町 |          |          | 3.4          | 40.1         |                                                                         | ◇    | 田村郡小野町 |
| 神俁     |          |          | 6.5          | 46.6         |                                                                         | ◇    | 田村市       |
| 菅谷     |          |          | 3.3          | 49.9         |                                                                         | ｜   | 田村市       |
| 大越     |          |          | 4.4          | 54.3         |                                                                         | ◇    | 田村市       |
| 磐城常葉 |          |          | 4.4          | 58.7         |                                                                         | ◇    | 田村市       |
| 船引     |          |          | 3.8          | 62.5         |                                                                         | ◇    | 田村市       |
| 要田     |          |          | 7.0          | 69.5         |                                                                         | ◇    | 田村市       |
| 三春     |          |          | 4.2          | 73.7         |                                                                         | ◇    | 田村郡三春町 |
| 舞木     |          |          | 6.1          | 79.8         |                                                                         | ◇    | 郡山市       |
| 郡山     |          |          | 5.8          | 85.6         | 東日本旅客鐵道： 東北新幹線、山形新幹線、 ■東北本線、■磐越西線、■水郡線 | ∧    | 郡山市       |

1. ↑  作為車輛基地存續
2. ↑  水郡線的正式終點是東北本線安積永盛站，但運行系統上所有列車直通至郡山站